# GNU Health
GNU Health je svobodný software zdravotnický informační systém poskytující následující funkce:
- Elektronické lékařské záznamy (EMR)
- Nemocniční informační systém (HIS)
- Zdravotní informační systém

Je vytvořen jako multiplatformní, takže může být nainstalován na různé operační systémy (Linux, FreeBSD, MS Windows) a různé databáze (PostgreSQL). Je napsán v programovacím jazyce Python a jako jednu z komponent používá Tryton.

## Historie
GNU Health vytvořil v roce 2008 Luis Falcón jako projekt na podporu zdraví a prevence nemocí na venkově. Jeho původní jméno bylo Medical. Od té doby se vyvinul v zdravotní a nemocniční informační systém, s multidisciplinárním mezinárodním týmem přispěvatelů. GNU Health je projektem GNU Solidario, neziskové nevládní organisace, která se zabývá zdravím a vzděláváním pomocí svobodného softwaru.

## Použití
GNU Health je určen pro zdravotnické instituce a vlády, aby jim pomohl se postarat o každodenní klinickou praxi, správu zdrojů a zlepšení veřejného zdraví.

## Vlastnosti
GNU Health využívá model jádra a modulů různými funkcemi, které mohou být zařazeny tak, aby splňovaly potřeby konkrétního zdravotního střediska. Stávající moduly jsou:
- Health: Hlavní datový modul pro objekty, jako pacient, hodnocení, zdravotní střediska, nemoci, schůzky, očkování a léky
- Pediatrics: Zahrnuje moduly pro neonatologii, pediatrii a psychosociální hodnocení (Pediatric Symptoms Checklist - PSC)
- Pediatric Growth Charts : Obsahuje percentil World Health Organization a tabulky z-skóre
- Gynecology and Obstetrics: Gynekologie, porodnictví, perinatální informace a šestinedělí
- Lifestyle: Tělesné cvičení, diety, drogové závislosti, databází rekreačních drog Národní ústav pro otázky zneužívání drog (NIDA), hodnocení Henningfield, sexualita, rizikové faktory, domácí bezpečnost, bezpečnost dětí
- Genetics: Dědičná rizika. Přibližně 4200 "genů nemocí" z NCBI a GeneCards
- Lab: Spravuje žádosti, vytvoření a vyhodnocování laboratorních rozborů. Rozhraní pro Laboratory Information Management System
- Socioeconomics: Vzdělání, povolání, životní podmínky, nepřátelské území, dětské práce a prostituce a další.
- Inpatient: Hospitalizace, přiřazení lůžka, péče a ošetřovatelské plány.
- Surgery: Předoperační kontrolní seznam, procedury, operační sál, historie podstoupených zákroků.
- Services: Skupiny zdravotních služeb spojené pro pacienta. To také umožňuje generovat faktury/vyúčtování k vybraným službám. Nahrazuje původní modul "invoice".
- Calendar: Přidává funkce pro připojení s klientem CalDAV a správu kalendáře pro schůzky.
- Inpatient_calendar: Spravuje kalendáře pro hospitalizaci pacienta a úkoly na lůžku.
- QR Codes: Zahrnuje QR kódy pro identifikaci pacientů.
- History: Zvláštní zprávy pro pacienta klinické anamnézy
- MDG6: Rozvojové cíle tisíciletí 6. Funkce bojovat proti Malárie, Tuberkulóza a AIDS.
- Reporting: Generuje grafy pro epidemiologické a zdravotnická centrum souvisejících informací.
- Nursing: Funkčnost ošetřovatelství. Obchůzka pacientů, administrativa a postupy léčby.
- ICU: Funkce jednotky intensivní péče.
- Stock: Lékárna řízení zásob a automatické skladové pohyby dle lékařských postupů.
- NTD : Základní modul k pokrytí zanedbávaných tropických chorob
- NTD Chagas : Funkčnost k prevenci, diagnostiku, řízení a správu Chagasova nemoc. Tento modul je součástí funkcí pro zanedbávané tropické nemoci (NTD) v GNU Health.
- NTD Dengue : Dozor a řízení horečka dengue. Součástí funkcí pro zanedbávané tropické nemoci (NTD) v GNU Health.
- Imaging : Funkčnost pro objednávky Diagnostické snímání obrazu a jeho management.
- ICPM : WHO Mezinárodní klasifikace výkonů v lékařství
- Crypto : Podpora dokumentu zpracování/záznam kontrola integrity s hašovací funkcí; Digitální podpisy a GNU Privacy Guard plugin.
- Archives : Funkčnost sledovat dědictví nebo papíry zdravotních záznamů o pacientech.
- Ophthalmology : Základní funkčnost pro Oftalmologie a Optometrie
- Functioning and Disability : Rehabilitace a handicap na bázi Mezinárodní klasifikace funkčních schopností, disability a zdraví a Laos Centrum léčebné rehabilitace
- ICD9 Vol 3 : WHO ICD-9-CM Volume 3 Kódy procedur

## Kulturní dopad
- GNU Health bylo prezentováno na zasedání World Health Organization"ICT for Improving Information and Accountability for Women’s and Children’s Health" na fóru WSIS v roce 2013.[1]
- GNU Health bylo Free Software Foundation oceněno v roce 2011 jako projekt se společenským přínosem.[2]
- GNU Health získalo cenu PortalProgramas 2012, 2014 a 2015 za Nejrevolučnější svobodný software[3] a Software s největším potenciálem růstu v roce 2012.[4]